# Joseph Anton Salzmann

Joseph Anton Salzmann (Lichtdruck zwischen 1845 und 1855)

Joseph Anton Salzmann (* 25. April 1780 in Luzern; † 23. April 1854 in Solothurn) war römisch-katholischer Bischof von Basel.
Der Sohn eines Buchdruckers und Buchhändlers besuchte das Gymnasium seiner Heimatstadt und studierte ab 1797 am dortigen  Lyzeum. Nachdem er hier bereits mit 19 Jahren Dozent geworden war (1799), empfing er am 11. April 1803 in Konstanz die Priesterweihe. Es folgte eine Karriere als Theologieprofessor, Chorherr, bischöflicher Kommissar und Provikar für den Kanton Luzern, Propst von St. Leodegar in Luzern, Geschäftsführer des Nuntius (Gestor negotiorum Nuntiaturae), Domdekan in Solothurn und Administrator des Bistums Basel nach dem Tod des letzten Fürstbischofs Franz Xaver von Neveu am 23. August 1828. Am 26. Juli 1829 erhielt er als dessen Nachfolger die Bischofsweihe. In die Zeit seines Episkopats fielen der Aargauer Klosterstreit und die Rückberufung der Jesuiten nach Luzern im Jahre 1844, die schliesslich zum Sonderbundskrieg von 1847 führte.